# 주커수역
주커수역(중국어: 九棵樹站, 병음: Jiǔkēshù Zhàn)은 베이징 지하철 바퉁선의 역으로 중국 베이징시 퉁저우구 리위안 지구 징탕로·베이위안 남로·주커수 서로 교차로 부근에 위치한다. 2003년 12월 27일에 개장하였다.

## 위치
이 역은 주커수 서로 동쪽(九棵樹西路東), 베이위안로 남쪽(北苑路南)에 위치한다.

## 역 구조
이 역은 2층으로 구성되어 있으며, 지상 1층은 대합실 층, 2층은 승강장 층이다.

### 층별 구조
| 지상 2층 승강장 | 상대식 승강장, 오른쪽 출입문이 열림 | 상대식 승강장, 오른쪽 출입문이 열림           |
| 지상 2층 승강장 | ←                                   | ■ 바퉁선 핑궈위안(1호선) 방면 (궈위안)        |
| 지상 2층 승강장 | →                                   | ■ 바퉁선 유니버설 리조트 방면 (리위안)        |
| 지상 2층 승강장 | 상대식 승강장, 오른쪽 출입문이 열림 |                                               |
| 지면 대합실 층  | 대합실                              | A-B출입구, 고객센터, 자동 발권기, 출입 게이트 |

## 출구
이 역은 총 2개의 출구가 있으며, A출구는 역 아래 지하 통로에, B출구는 역전 광장에 위치한다.
|                     |                         | |      |             |
| 출구                | 지시                    | 출구 인근 | 사진 | 무장애 시설 |
| 出口 · A            | 베이위안 남로(北苑南路) | 주커수 커뮤니티(九棵树小区)                                                                                      |      |             |
| 出口 · B            |                         | 징통 루즈벨트 플라자(京通罗斯福广场), 맥도날드 주커수 레스토랑(麦当劳 九棵树餐厅), 루이두 국제센터(瑞都国际中心) |      |             |
| 아이콘 설명: 경사로 |                         | |      |             |

## 같이 보기
위키미디어 공용에 주커수역 관련 미디어 분류가 있습니다.